# Paweł Kozerski
Paweł Kozerski (ur. 7 maja 1944 w Dassensen) – polski historyk, archiwista i muzealnik. W latach 1969–2017 dyrektor Muzeum Piastów Śląskich w Brzegu.

## Życiorys
Urodził w 1944 w Dassensen w Dolnej Saksonii w Niemczech gdzie poznali się jego rodzice, którzy zostali wywiezieni do Niemiec na przymusowe roboty. Od 1947 mieszkał z rodziną w Przedeczu na Kujawach. Absolwent Liceum Ogólnokształcącego w Lubrańcu. Następnie ukończył studia z historii i archiwistyki na Uniwersytecie Mikołaja Kopernika w Toruniu. W 1967 rozpoczął pracę w Muzeum Piastów Śląskich w Brzegu, w 1969 powierzono mu funkcję dyrektora tegoż muzeum. Stanowisko dyrektora pełnił nieprzerwanie przez 48 lat do przejścia na emeryturę w 2017, tym samym stał się jednym z najdłużej pełniących funkcje dyrektorów w historii polskiego muzealnictwa. Kozerski w Muzeum w Brzegu przepracował łącznie 50 lat w tym 48 lat na stanowisku dyrektora. 
Gdy objął stanowisko dyrektora, Zamek Piastów Śląskich w Brzegu był w ruinie. Za jego dyrekcji zamek stał się znaczącym centrum kulturowym o znaczeniu krajowym i międzynarodowym, a także turystyczną wizytówką regionu. Jego zadaniem stała się odbudowa, wyznaczenie funkcji, a następnie zagospodarowanie obiektu. Dzięki jego pracy na rzecz zamku sfinalizowano prace remontowe, w wyniku których przywrócono pierwotne XIV i XVI-wieczne założenia przestrzenne. Dzięki Kozerskiemu i jego staraniom Muzeum Piastów Śląskich w Brzegu trafiło na elitarną listę instytucji kultury narodowej obok takich zabytków jak Zamek Królewski na Wawelu czy Zamek w Malborku.

## Odznaczenia i nagrody

### Odznaczenia
- Krzyż Kawalerski Orderu Odrodzenia Polski[5]
- Złoty Krzyż Zasługi (2017)[5]
- Srebrny Krzyż Zasługi[3]
- Złoty Medal „Zasłużony Kulturze Gloria Artis” (2017)[6]
- Srebrny Medal „Zasłużony Kulturze Gloria Artis” (2005)
- Złoty Medal za Długoletnią Służbę[7] (2017)
- Złota Honorowa Odznaka PTTK (2001)[5]
- Srebrny Medal „Za zasługi dla obronności kraju” (1996)[5]
- Złota Odznaka „Za opiekę nad zabytkami” (1980)[5]
- Odznaka „Zasłużony Działacz Kultury” (1978)[5]
- Odznaka „Zasłużonemu Opolszczyźnie” (1973)[5]

### Nagrody
- Honorowe Obywatelstwo Brzegu (2018)[8]
- Honorowe Obywatelstwo Województwa Opolskiego (2017)[9]
- Nagroda im. księdza Bolesława Domańskiego (2012)[10]
- Tytuł „Brzeżanina Roku” (1995)[4]
- Śląska Nagroda im. Juliusza Ligonia